# Lebanon, Kentucky
Lebanon är en stad (city) i Marion County i delstaten Kentucky, USA. 2010 hade staden 6 331 invånare.